# Pygopleurus gordyenensis
Pygopleurus gordyenensis är en skalbaggsart som beskrevs av Rudolph Petrovitz 1971. Pygopleurus gordyenensis ingår i släktet Pygopleurus och familjen Glaphyridae. Inga underarter finns listade i Catalogue of Life.